# Strage (Préault)
Strage (Tuerie) è una scultura in bronzo realizzata da Antoine-Augustin Préault nel 1834. Attualmente si trova al museo delle belle arti di Chartres, in Francia.

## Storia
La Strage venne creata nel contesto della nascita del romanticismo nella scultura. In effetti, la scultura romantica non apparve al Salone fino al 1831, ossia più di dieci anni dopo La zattera della Medusa di Théodore Géricault, che funse da manifesto del romanticismo in pittura. Ma questa nascita avvenne nel dolore, perché la scultura romantica nacque sotto il regno di Luigi Filippo e le sue giurie dei Saloni dimostrarono un conservatorismo e una durezza micidiali nei confronti della novità romantica. Questo rappresentò una vera tragedia per questi scultori romantici, dato che il Salone era il loro mezzo privilegiato per farsi conoscere e dunque per avere delle commissioni. In effetti, spesso è dal Salone che gli scultori trovavano degli acquirenti e dei committenti privati o pubblici, e questo è molto più importante perché l'evento era seguito dalla stampa.

### Un agguato artistico

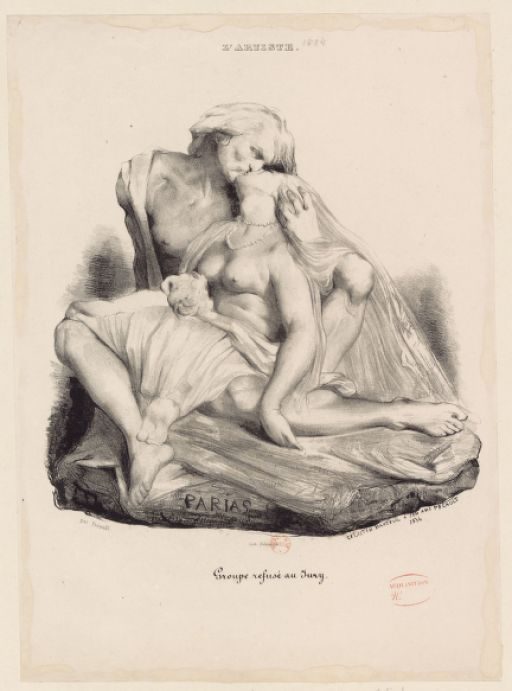
Un'incisione di Célestin Nanteuil che rappresenta la scultura Les Parias di Préault, del 1834

A partire dal 1834, la giuria divenne sempre più severa fino a raggiungere un livello tale nel 1840, che le opere romantiche furono rifiutate quasi sistematicamente. Préault ne pagò il prezzo con la sua Strage che divenne li capro espiatorio della giuria. Infatti, Préault presentò cinque opere al Salone del 1834: le altre erano Les Parias (un gruppo d'ispirazione sociale), un Juif arménien (un busto in gesso) e due medaglioni colossali, tra i quali probabilmente c'è l'Aulo Vitellio. La giuria le rifiutò tutte eccetto una sola, la Strage, e Jean-Pierre Cortot intendeva "appendere quest'opera al Salone come si impicca il malfattore al patibolo", facendone un esempio di ciò che non bisogna fare nella scultura, un esempio spaventoso per i giovani. La giuria riteneva inoltre che l'opera avrebbe danneggiato il suo autore. L'anno successivo tutte le sue opere furono rifiutate.

## Descrizione
Quest'opera è un bassorilievo che rappresenta una mischia di personaggi urlanti e sproporzionati. In alto a sinistra, un uomo nero sembra avventarsi su una donna dai capelli arruffati che stringe un bambino morto sul suo petto e afferra la gola dell'uomo con l'altra mano. A lato dell'uomo nero c'è un cavaliere impassibile, dal volto magro. In basso a destra, un uomo dal corpo atletico ha una ferita aperta sul busto. Sopra di lui c'è la testa di un uomo dallo sguardo smarrito che sembra sorgere dai capelli della donna con il bambino. In basso a sinistra, si può vedere un volto femminile con gli occhi chiusi.

## Analisi

### L'indecisione del soggetto
È molto difficile definire il soggetto rappresentato qui. Il titolo, Strage, sembra affermare di per sé un rifiuto di qualsiasi definizione precisa del soggetto, è molto più vago e meno letterario del termine "massacro" che in francese viene usato, per esempio, per la strage degli Innocenti. Inoltre la descrizione fatta dall'artista nel libretto del Salone del 1834 non fornisce molte altre informazioni, dato che egli descrive semplicemente la sua opera come "un frammento episodico di un grande bassorilievo". Hugh Honour ci vide dei riferimenti alla strage degli Innocenti, così come a La zattera della Medusa, Luc Benoist vide un'interpretazione possibile di un melodramma romantico (Préault amava questo genere teatrale), ma non si può dire che quest'opera illustri un episodio in particolare o un soggetto preciso. Il soggetto è quindi vasto come il suo titolo, è l'omicidio stesso, in tutta la sua brutalità, che Préault rappresenta qui.

#### Una risposta a Triqueti

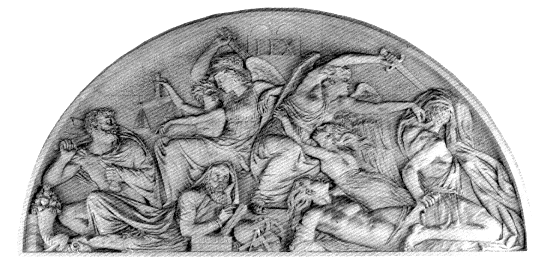
Henri de Triqueti, La Loi vengeresse, 1833

Nel 1833, lo scultore Henri de Triqueti aveva ricevuto la commissione di due bassorilievi per il palazzo Borbone. Queste due opere dalle stesse dimensioni si chiamano La Loi vengeresse ("La Legge vendicatrice") e La Loi Protectrice ("La legge protettrice"). Questi due bassorilievi omaggiavano i valori della monarchia di luglio come la legge, la prosperità, l'ordine pubblico, l'agricoltura, l'industria e il commercio, e presentano una legge trionfante e garante della civiltà che assicura la prosperità, la punizione e la protezione. Dei due rilievi La Loi vengeresse è il più tumultuoso, infatti vi si vede un filosofo (probabilmente Socrate) circondato da due figure alate che puniscono gli assassini e i ladri con le loro spade.
Sembra che Préault conoscesse l'opera di Triqueti, dato che le figure della La Loi vengeresse sono riprese nella Strage. In effetti, la donna che urla al centro del rilievo di Préault ricorda la donna che si aggrappa alla figura alata nell'opera di Triqueti, e il volto della donna morta in basso si ritrova da Préault in basso a sinistra nel volto di una donna con gli occhi chiusi. Il volto smorfioso del nero in alto a sinistra del rilievo di Préault trova il suo corrispondente nella figura del ladro a sinistra del rilievo di Triqueti. Si può pure notare che Préault ha cancellato le figure alate, i bracci armati della giustizia. Ma la figure non sono le sole somiglianze che si possono trovare tra l'opera di Triqueti e quella di Préault, c'è anche il titolo. Sul rilievo di Triqueti, c'è scritto LEX in lettere maiuscolo, al di sopra dell'opera; Préault piazzò il suo titolo più o meno nella stessa posizione e in maiuscolo (TUERIE) per simboleggiare un'analogia tra questi due concetti. Attraverso la sua opera, Préault attacca il mito ufficiale di una legge illuminata e trionfante e la trasforma in un'evocazione caotica di un massacro cieco.